# Frank McLintock
Francis "Frank" McLintock (ur. 28 grudnia 1939) – szkocki trener i piłkarz. Kawaler Orderu Imperium Brytyjskiego (MBE).

## Życiorys
Swoją karierę zaczął w juniorskim klubie Shawfield. Później występował w Leicester City, Arsenalu i QPR. W 1972 roku został odznaczony Orderem Imperium Brytyjskiego. Po zakończeniu kariery zajął się pracą szkoleniową. Jako trener prowadził Leicester City i Brentford. W 2009 roku McLintock został umieszczony w alei sław angielskiego futbolu.